# Rawalpindi
Rawalpindi (Panjabi und Urdu راولپنڈی) ist eine Stadt auf dem Pothohar-Plateau in der Provinz Punjab in Pakistan. Bis zur Fertigstellung des Regierungssitzes in Islamabad war Rawalpindi von 1958 bis in die 1960er Jahre provisorischer Sitz der pakistanischen Regierung. Die Industriestadt hat 2 Millionen Einwohner. In der Stadt befindet sich das Hauptquartier der pakistanischen Armee. Auch der Islamabad International Airport befindet sich eigentlich in Rawalpindi und bedient beide Städte.

## Geschichte
Die Stadt war ab 1851 eine bedeutende Garnisonsstadt und ist bis heute Sitz der pakistanischen Streitkräfte. Während des Baus der neuen Hauptstadt Islamabad war der Städteplaner Konstantinos A. Doxiadis auch in Rawalpindi tätig. Heute sind beide Städte zusammengewachsen.

### Frühe Geschichte
Rawalpindi, auch als Pindi bekannt, hat eine mehrere Jahrtausende zurückreichende Geschichte. Archäologen nehmen an, dass auf dem Plateau vor etwa dreitausend Jahren eine selbständige Kultur lebte. Die archäologischen Funde am Ort des heutigen Rawalpindi beweisen, dass es hier eine buddhistische Niederlassung gab, die zur gleichen Zeit wie Taxila existierte. Die nahe Stadt Taxila hat noch eine andere Bedeutung: Laut dem Guinness-Buch der Rekorde befindet sich hier die älteste Universität der Welt, die Takshashila-Universität.
Sir Alexander Cunningham identifizierte Ruinen mit der alten Stadt Gajipur oder Gajnipur, der Hauptstadt des Bhatti-Stammes in der vorchristlichen Zeit. Graeco-Baktrische Münzen und alte Ziegel finden sich auf einem Gebiet von etwa 5 Quadratkilometern. Die in alten Zeiten als Fatehpur Baori bekannte Stadt geriet nach den Verwüstungen durch die „Hunnen“ (genauer gesagt durch eine Gruppe der sogenannten iranischen Hunnen, siehe Alchon) jedoch in Vergessenheit.
Der erste muslimische Invasor, Mahmud von Ghazni (979–1030), übergab die ruinierte Stadt einem gakharischen Klanführer, Kai Gohar. Die Stadt jedoch, die an einer günstigen Route für Invasoren lag, konnte während der mongolischen Kriegszüge des 14. Jahrhunderts nicht gedeihen und blieb verwüstet, bis Jhanda Khan, ein weiterer Gakhare, die Stadt 1493 wieder aufbaute und nach dem Dorf Rawal Rawalpindi nannte. Rawalpindi blieb unter gakharischer Herrschaft, bis Muqarrab Khan, der letzte Gakharenherrscher, 1765 von den Sikh unter Sardar Milka Singh geschlagen wurde. Singh lud Händler aus den benachbarten Handelszentren Jhelum und Schahpur dazu ein, in dem Gebiet zu siedeln. Im frühen 19. Jahrhundert war Rawalpindi für einige Zeit Zufluchtsort von Schodscha Schah Durrani, dem exilierten König von Kabul, und seinem Bruder Schah Zaman.

### Britische Herrschaft
Nach dem Sieg des Vereinigten Königreichs über die Sikhs und der Besetzung von Rawalpindi 1849 wurde die Stadt 1851 zu einer permanenten Garnison der britischen Armee. In den Achtzigerjahren des 19. Jahrhunderts wurde eine Eisenbahnlinie nach Rawalpindi gebaut, am 1. Januar 1886 befuhr der erste Zug die neue Strecke. Das Bedürfnis nach einer Eisenbahnanbindung war entstanden, nachdem Lord Dalhousie Rawalpindi zur größten Garnison in Britisch-Indien gemacht hatte.
Mit der Einrichtung der britischen Herrschaft wurde Rawalpindi zu einem Unterkunftsort für Soldaten und kurz darauf zum Hauptquartier einer Division. Die Verbindung mit Peschawar durch eine Ausweitung des Eisenbahnnetzes brachte sowohl eine ungemeine Vergrößerung der Stadt als auch ein Wachstum der wirtschaftlichen Bedeutung und des Wohlstandes. Die Stadtverwaltung wurde 1867 eingerichtet. Das Militärlager enthielt jeweils eine Batterie Pferde, Feldartillerie und Gebirgsjäger, eine Kompanie Garnisonsartillerie, ein Regiment der britischen und eines der einheimischen Kavallerie, je zwei Regimenter der britischen und einheimischen Infanterie, und zwei Kompanien Pioniere und Mineure. 1883 wurde hier auch ein Arsenal errichtet. Am 8. August 1919 wurde hier zum Ende des Dritten Anglo-Afghanischen Kriegs der Friede von Rawalpindi, der Afghanistan die nationale Souveränität zurückgab, unterzeichnet.

### Nach der Unabhängigkeit
1951 wurde in Rawalpindi der erste gewählte Premierminister von Pakistan ermordet, Liaquat Ali Khan. Am 27. Dezember 2007 wurde am gleichen Ort auch die ehemalige Premierministerin Benazir Bhutto ermordet, nachdem 1979 schon ihr Vater Zulfikar Ali Bhutto, ein weiterer ehemaliger Premierminister, in Rawalpindi gehängt worden war.
Die bekannte Murree Road war Schauplatz für verschiedenste politische und soziale Ereignisse. Der Nala Lai, bekannt für seine Überflutungen, verläuft durch die Mitte der Stadt und trennt sie in Stadtgebiet und militärisches Gebiet. In der Geschichte ist die Reinheit seines Wassers als hoch genug für Trinkwasser beschrieben worden, doch heute ist er durch Unrat aus allen möglichen Quellen wie Fabriken und Privathäusern verunreinigt.

## Klima und Einwohner
Die Alphabetisierungsrate liegt bei 70,5 % (Stand Januar 2006). Die Population ist ethnisch und linguistisch heterogen, es finden sich Pothoharis, Punjabis, Muhajirs und Paschtunen.
Das Wetter ist schwer vorauszusagen. Der durchschnittliche jährliche Regenfall beträgt 910 Millimeter. Im Sommer erreicht die maximale Temperatur bis zu 52 °C, während sie des Winters bis auf −5 °C abfallen kann.
Bevölkerungsentwicklung
| Zensusjahr | Einwohnerzahl |
| ---------- | ------------- |
| 1972       | 614.809       |
| 1981       | 794.843       |
| 1998       | 1.406.214     |
| 2017       | 2.098.231     |
| 2023       | 3.357.612     |

Für 2050 wird mit einer Einwohnerzahl von über 5,1 Millionen in der Agglomeration gerechnet.

## Sehenswürdigkeiten

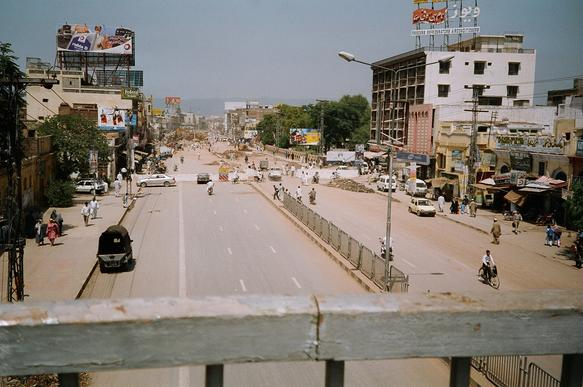
Die Murree Road

Trotz der schnellen Entwicklung in eine große Stadt hat Rawalpindi viele gute Hotels, Restaurants, Clubs, Museen und Parks, von denen der Ayub-Nationalpark der größte ist. Rawalpindi bildet den Ausgangsort für Touristen, die die Urlaubsorte in der Galyat-Region besuchen, etwa Murree, Nathia Gali, Ayubia, Abbottabad, Swat, Kaghan, Gilgit, Hunza, Skardu oder Chitral.
Die Stadt hat zwei Hauptstraßen: Die Grand Trunk Road verläuft etwa in Ost-West-Richtung und auch als Mall bekannt. Die Murree Road verläuft von der Mall aus in Richtung Norden und kreuzt die Eisenbahnlinien, bevor sie den Ostzipfel der Altstadt streift und nach Islamabad weiterverläuft. Die zwei Hauptbasare sind der Raja-Basar in der Altstadt und der Saddar-Basar, der sich zwischen der Altstadt und der Grand Trunk Road als Basar des Militärdistrikts entwickelte.
Die bevölkerten Alleen der Altstadt beherbergen viele Attraktionen, darunter Hindu- und Sikhtempel sowie muslimische Schreine.
Dank seiner Geschichte befindet sich in Rawalpindi auch das pakistanische Armeemuseum, wo Informationen über Armeen aus der Kolonial- und heutigen Zeit, Arsenale und über Kriegshelden präsentiert werden.

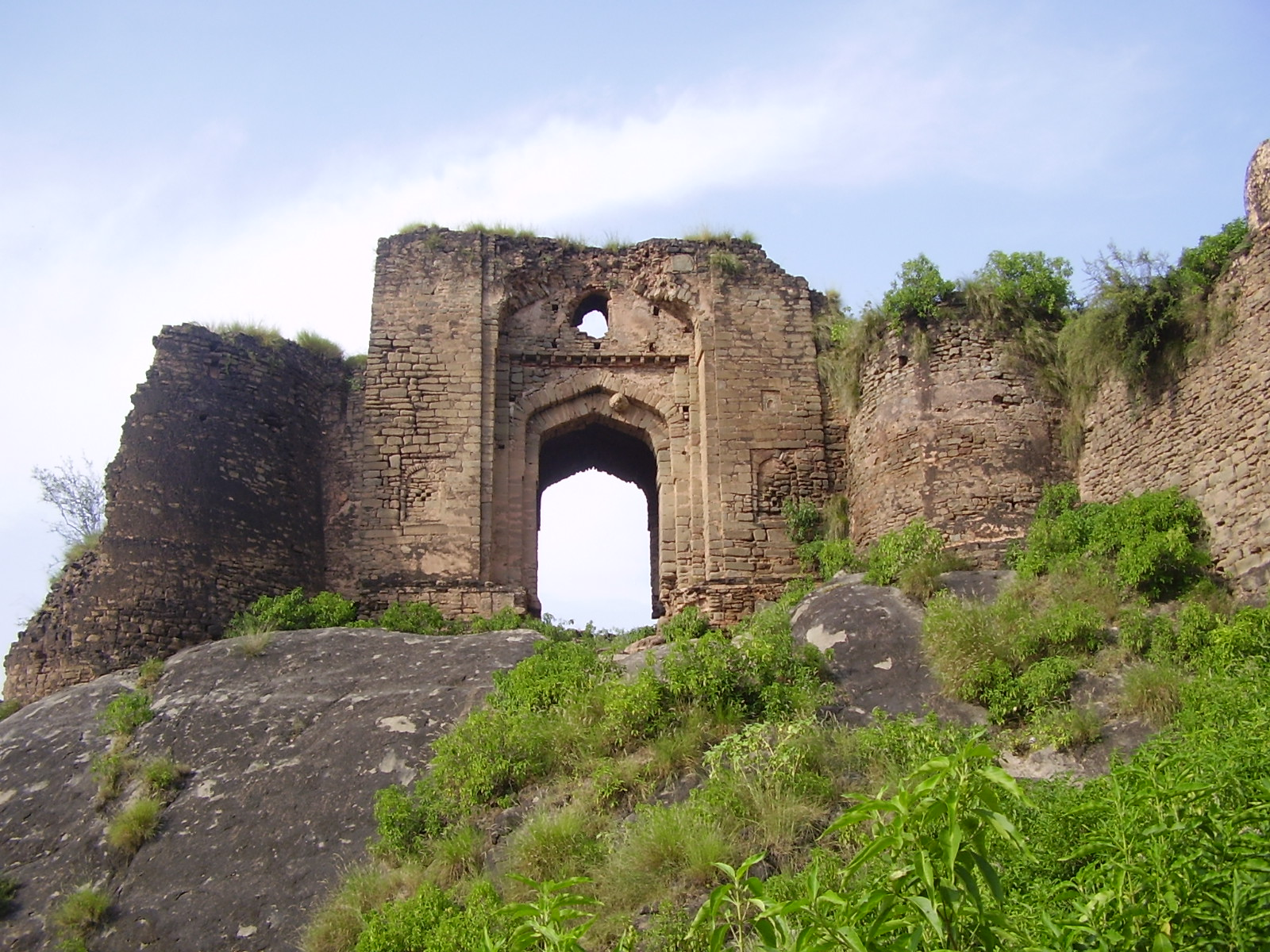
Das Pharwala-Fort

Der Ayub-Nationalpark liegt jenseits der alten Präsidentenresidenz an der Jhelum Road. Er nimmt eine Fläche von etwa 9,3 km² ein und hat einen Spielplatz für Kinder, einen See mit Booten, ein Aquarium und ein Gartenrestaurant. An der Murree Road findet sich der öffentliche Park von Rawalpindi, der 1991 eröffnet wurde. Hier findet man Spielgelegenheiten für Kinder, Rasenflächen, Brunnen und Blumenbeete.
Das Cricketstadion von Rawalpindi, das 1992 erbaut wurde, hat einen Rasenplatz, Flutlicht und eine Kapazität von 15.000 Zuschauern. Das beheimatete Team heißt Rawalpindi Cricket Association. Auch das Hockeystadion von Rawalpindi fasst etwa 10.000 Zuschauer.
Das Fort Rawat befindet sich 17 Kilometer östlich von Rawalpindi, an der Grand Trunk Road in Richtung Lahore. Es wurde im frühen 16. Jahrhundert von den Gakharen gebaut, einem stolzen und unabhängigen Stamm des Pothohar-Plateaus. Innerhalb des Bauwerks befindet sich das Grab eines gakharischen Anführers namens Sultan Sarang Khan. Er starb 1546 im Kampf gegen die Streitkräfte Sher Khan Suris. Wenn man es wagt, die zerbrochenen Stufen im Grab zu betreten, erhält man einen großartigen Panoramablick über das Plateau mit der Mankiala-Stupa. Etwa eine Stunde von Rawalpindi liegt an derselben Straße in Richtung Peschawar das Attock Fort. Die ehemalige Festung ist leicht zu sehen und befindet sich nah beim Schrein Hazrat Jee Sahib, der traditionellen Begräbnisstätte der Bati-Familie vom Paracha-Klan aus dem nahen (verlassenen) Dorf Malahi Tola.
Das Pharwala-Fort liegt etwa 40 Kilometer entfernt von Rawalpindi jenseits der Lehtrar Road. Es ist ein weiteres gakharisches Fort, das im 15. Jahrhundert auf den Ruinen des Shahi-Forts erbaut wurde, das eine hinduistische Stätte aus dem 10. Jahrhundert war. Feldherr Babur eroberte das Fort 1519. Später, 1825, vertrieben die Sikh die besiegten Gakharen aus der Festung. Obwohl sich das Gebäude in einem zerbröckelnden Zustand befindet, ist es noch immer eine Attraktion für Freunde von Burgen, auch wenn es wegen der Lage in der Militärzone nur für pakistanische Besucher zugänglich ist.

## Persönlichkeiten
- Anna Dengel (1892–1980), österreichische Ärztin, Ordensschwester und Gründerin der Missionsärztlichen Schwestern
- Cecil Sugden (1903–1963), britischer Offizier und zuletzt General der British Army
- Balraj Sahni (1913–1973), indischer Filmschauspieler und Autor
- Raghbir Lal (1929–2025), indischer Hockeyspieler
- Muniruddin Ahmed (1934–2019), pakistanischer Islamwissenschaftler und Schriftsteller
- Robbie Brightwell (1939–2022), britischer Leichtathlet
- Riaz Ahmed (* 1941), pakistanischer Hockeyspieler
- Gulraiz Akhtar (1943–2021), Hockeyspieler
- Khalida Inayat Noor (* 1946), Mathematikerin und Hochschullehrerin
- Sheikh Rasheed Ahmad (* 1950), pakistanischer Politiker
- Asad Umar (* 1961), pakistanischer Politiker
- Hanif Abbasi (* 1966), pakistanischer Geschäftsmann und Politiker
- Shoaib Akhtar (* 1975), pakistanischer Cricketspieler
- Shahzada Dawood (1975–2023), Geschäftsmann, Investor und Philanthrop
- Aliya Riaz (* 1992), Cricketspielerin
- Haris Rauf (* 1993), Cricketspieler
- Mohammad Nawaz (* 1994), Cricketspieler
- Kaleem Sana (* 1994), Cricketspieler

## Transport

### Flughafen
Der Islamabad International Airport befindet sich eigentlich in Rawalpindi und wird durch mehr als 25 Luftfahrtgesellschaften angeflogen, sowohl nationalen als auch internationalen. Die Pakistan International Airlines (PIA), die wichtigste pakistanische Fluggesellschaft, fliegt täglich mehrere Ziele im In- und Ausland an. Der neue internationale Flughafen von Rawalpindi/Islamabad wird bei der Stadt Fateh Jang erbaut, etwa 25 Kilometer entfernt von den größeren Städten.
2008 wurde der Flughafen in Benazir Bhutto International umbenannt.

### Straße
Die Hauptstraße durch Rawalpindi ist die Murree Road, die eine der geschäftigsten Straßen Punjabs ist.
Rawalpindi liegt auch an der alten Grand Trunk Road oder N-5, die Rawalpindi mit fast allen größeren Städten in Nordpakistan, von Lahore bis Peschawar, verbindet.
Die Stadt wird zudem von zwei nahen sechsspurigen Autobahnen bedient, der M2 von Lahore nach Islamabad und der M1 von Islamabad nach Peschawar, die in den Neunzigerjahren fertiggestellt wurden. Ein wenig weiter entfernt befindet sich der berühmte Karakorum Highway, der die höchstgelegene internationale Straße ist und Pakistan mit China verbindet.

### Öffentlicher Verkehr
Der öffentliche Verkehr in Rawalpindi ist sehr vielschichtig, das Spektrum reicht von gelben Taxis, Auto-Rikschas und Minibussen bis zu pferdegezogenen Tongas. Wegen mangelnder Straßenplanung fließt der Verkehr sogar auf kleineren Straßen chaotisch. Für den zwischenstädtischen Verkehr stehen Busse mit oder ohne Klimaanlage zur Verfügung, die zahlreiche Destinationen in Pakistan anfahren.
Es gibt auch einen zentralen Bahnhof der Metropolitanregion Islamabad/Rawalpindi, der die Reise zu jeder größeren Stadt in Pakistan erlaubt.

## Religion
Rawalpindi ist Sitz des Römisch-katholischen Bistums Islamabad-Rawalpindi.

## Sport
In Rawalpindi befinden sich mit Pindi Club Ground und Rawalpindi Cricket Stadium zwei Test-Cricket-Stadien. In der Stadt bestreitet die Pakistanische Cricket-Nationalmannschaft regelmäßig Heimspiele gegen andere Nationalmannschaften. Im Pindi Club Ground fanden unter anderem Spiele beim Cricket World Cup 1987 und im Rawalpindi Cricket Stadium beim Cricket World Cup 1996 sowie der Champions Trophy 2025 statt.